# Representação de gênero em jogos eletrônicos

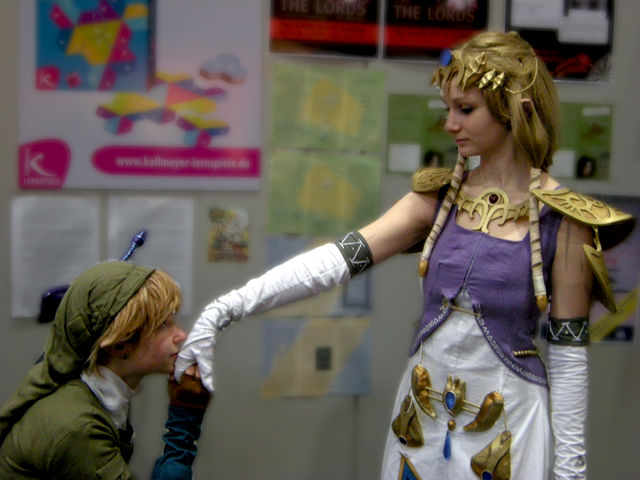
Cosplayers vestidos como Link e Princesa Zelda da série de videogames The Legend of Zelda. Link é consistentemente retratado como o campeão e defensor masculino do personagem homônimo da série, cuja representação, em contraste, viu diferentes iterações ao longo da história da série

A representação do gênero nos videojogos, tal como noutros meios de comunicação, é um tema de investigação nos estudos de género e é discutida no contexto do sexismo nos videojogos. Embora as mulheres representem cerca de metade dos jogadores de videojogos, estão significativamente sub-representadas como personagens nos jogos convencionais, apesar da proeminência de heroínas icónicas como Samus Aran ou Lara Croft. As mulheres nos jogos refletem frequentemente os papéis tradicionais de género, a objetificação sexual ou estereótipos como o da “donzela em perigo”. Personagens masculinos são frequentemente retratados como grandes e musculosos, e personagens LGBT demoraram a aparecer devido à cis-heteronormatividade do meio.

## Demografia de jogadores

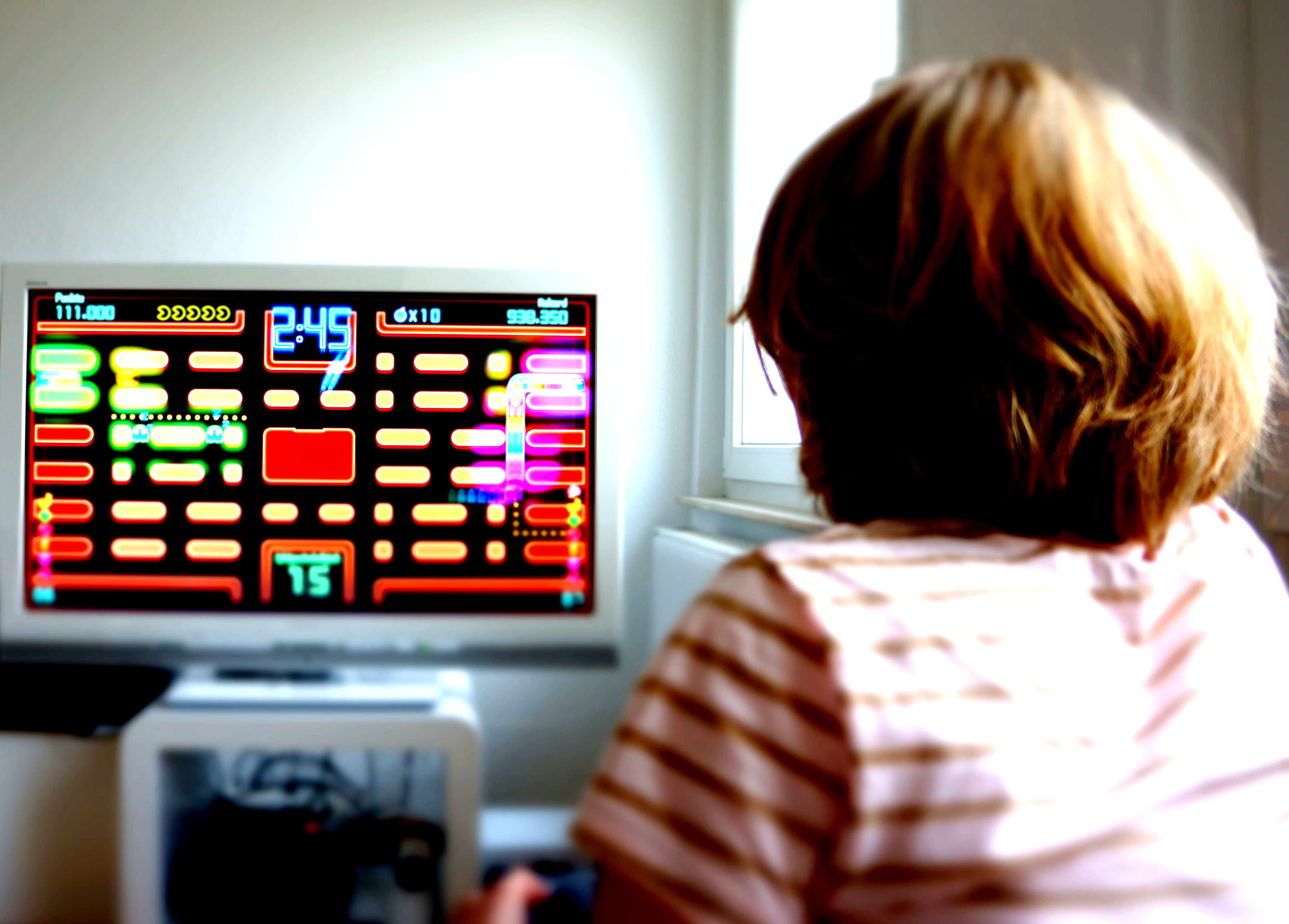
Uma jovem jogando Pac-Man Championship Edition

Uma pesquisa da Gallup de 2008 indicou que homens e mulheres representam metade de todos os jogadores americanos de videogame. Em 2014, as mulheres representavam 52% dos jogadores de videojogos no Reino Unido e 48% em Espanha. De acordo com um estudo de 2008 do Pew Research Center, “99% dos meninos e 94% das meninas” jogam videogame.
Ambos os sexos jogam videogame, mas estudos sugerem diferenças na preferência de plataforma e gênero. Em 2010, o Entertainment Software Rating Board informou que 80% das jogadoras de console do sexo feminino jogavam no Wii, 11% no Xbox 360 e 9% no PlayStation 3, enquanto 38% dos jogadores de console do sexo masculino jogavam Xbox 360, 41% jogavam Wii e 21% jogaram PlayStation 3.
Ambos os sexos jogam videogame, mas estudos sugerem diferenças na preferência de plataforma e gênero. Em 2010, o Entertainment Software Rating Board informou que 80% das jogadoras de console do sexo feminino jogavam no Wii, 11% no Xbox 360 e 9% no PlayStation 3, enquanto 38% dos jogadores de console do sexo masculino jogavam Xbox 360, 41% jogavam Wii e 21% jogaram PlayStation 3.
Um estudo da Flurry de 2013 comparou as preferências de jogos para celular, descobrindo que as mulheres representavam 60-80% dos mercados de paciência, caça-níqueis, jogos sociais baseados em turnos, combinação de três/atirador de bolhas, gerenciamento/simulação e jogos de perguntas e respostas. Os homens representavam 60-80% dos mercados de jogos de estratégia, tiro, batalha de cartas, corrida e RPG de ação.
Um estudo da SuperData Research de 2014 descobriu que as mulheres representam 57,8% do mercado móvel, 53,6% do mercado de RPG e 50,2% do mercado de PC (incluindo jogos sociais). Os homens representam 66% dos jogadores de MMORPG, 66% dos jogadores de tiro em primeira pessoa e 63% dos jogadores de consoles digitais.
Em média, os jogos liderados por mulheres vendem menos, mas também têm orçamentos de marketing mais baixos. É importante testar as condições sob as quais a representação de género prevê as vendas de jogos. Os adolescentes que jogavam com frequência mostraram menos preocupação com os efeitos das imagens estereotipadas negativamente em comparação com aqueles que jogavam com pouca frequência ou nunca jogavam. A frequência de uso de jogos se correlaciona com as opiniões sobre a representação de gênero nos jogos.

## Retrato de mulheres

### Como jogadoras
Um estudo de 2006 do Instituto Politécnico e Universidade Estadual da Virgínia descobriu que personagens femininas jogáveis aparecem com menos frequência do que homens em análises de jogos populares. Um estudo de 2007 realizado por Melinda CR Burgess et al. descobriu que os homens aparecem com muito mais frequência do que as mulheres nas capas de videogames de console.
Em uma amostra de 669 jogos de ação, tiro e role-playing de 2012 selecionados pela EEDAR, 300 (45%) ofereciam a opção de jogar como mulher, mas apenas 24 (4%) tinham uma protagonista exclusivamente feminina. A EEDAR constatou em 2010 que 10% dos jogos tinham protagonista de gênero indiscernível. Downs e Smith (2010) analisaram os 20 jogos mais vendidos nos EUA em 2003, descobrindo que apenas 14% dos personagens eram mulheres.
De acordo com Madeline Messer no The Washington Post em 2015, entre os 50 principais jogos para celular de corrida interminável, 98% daqueles com personagens identificáveis de gênero apresentavam protagonistas masculinos, 90% dos quais eram gratuitos para jogar. 46% ofereceram personagens femininas e apenas 15% de graça. Jogar como uma menina exigia, em média, uma compra adicional de US$ 7,53, muito mais do que o custo dos jogos em si.
O videogame de arcade da Namco, Pac-Man (1980), embora estrelado por um protagonista masculino, foi "o primeiro videogame comercial a envolver um grande número de mulheres" como jogadoras. A popularidade do jogo entre as mulheres levou a Midway Games, sua distribuidora norte-americana, a desenvolver Ms. Pac-Man (1982), estrelado por uma protagonista feminina como sua "maneira de agradecer a todas aquelas jogadoras de arcade que jogaram e gostaram de Pac-Man." O jogo de arcade anterior Score (1977) da Exidy representava personagens femininas, mas nenhuma captura de tela está disponível.

Estudos sobre a prevalência de personagens femininas em videogames começaram a ser realizados em revistas sociológicas, educacionais e culturais já no final da década de 1970 e início da década de 1980. Em 1979, pesquisadores publicando no The Psychological Record concluíram a partir dos resultados de uma pesquisa com 201 pessoas que 90% dos indivíduos do sexo masculino e 85% dos indivíduos do sexo feminino percebiam o computador como masculino (no jogo versus o computador). Em 1983, a professora Sara Kiesler et al. publicou um estudo na Psychology Today descobrindo que personagens femininas apareciam em videogames com uma frequência de 1 jogo em 7. Elizabeth Behm-Morawitz sugeriu que a presença reduzida de personagens femininas implica um status secundário para as mulheres nos videogames, e sugeriu ainda que quando personagens femininas jogáveis aparecem nos videogames, elas estão mais frequentemente mal vestidas e supersexualizadas do que os homens.
Em 1994, a redatora da revista australiana Hyper Virginia Barratt acusou a indústria de videogames de ser sexista por sua falta de representação feminina, afirmando que os videogames "são feitos por meninos para meninos que brincam com outros meninos" e que as meninas "raramente dão uma olhada"., a menos, é claro, que haja uma vítima que precise ser resgatada ou alguém precise usar um biquíni para torcer pelos machões." Ela também disse que muitas jogadoras, apesar de gostarem de jogos de arcade populares como Street Fighter II e Mortal Kombat, foram desencorajadas de visitar os fliperamas devido ao seu status de espaços dominados por homens.
Em 1994, a redatora da revista australiana Hyper, Virginia Barratt, acusou a indústria de videogames de ser sexista por sua falta de representação feminina, afirmando que os videogames "são feitos por meninos para meninos que brincam com outros meninos" e que as meninas "raramente dão uma olhada"., a menos, é claro, que haja uma vítima que precise ser resgatada ou alguém precise usar um biquíni para torcer pelos machões." Ela também disse que muitas jogadoras, apesar de gostarem de jogos de arcade populares como Street Fighter II e Mortal Kombat, foram desencorajadas de visitar os fliperamas devido ao seu status de espaços dominados por homens.
Lara Croft, a protagonista de Tomb Raider (1996), está entre as mulheres fortes e fictícias mais conhecidas em uma variedade de mídias. Desde sua introdução em 1996, a personagem Croft tem sido criticada por seu tamanho "irreal" dos seios; Afirmou-se que Lara personificava "um conflito cultural contínuo sobre gênero, sexualidade, empoderamento e objetificação". Em um título de Tomb Raider de 2008, Croft foi retratada com " calças e barriga" e parecia estar "vestida por um homem". No entanto, os criadores do jogo afirmam que ela não foi projetada com o marketing em mente e afirmaram estar bastante surpresos com sua adoração pelo estilo pinup. Em Tomb Raider: Legend, Lara passou por uma reformulação radical, ostensivamente para torná-la menos sexualizada.
O ano de 2013 contou com mulheres em papéis principais em uma série de jogos premiados, como The Last of Us (2013), Bioshock Infinite (2013), o reiniciado Tomb Raider (2013) e Beyond: Two Souls (2013). Um estudo destes jogos descobriu que embora as personagens femininas principais nestes jogos fossem capazes de subverter os estereótipos de género predominantes, as mulheres ainda eram limitadas pelos homens nas narrativas, em particular através do sexismo benevolente.
Em 2014, a escolha dos desenvolvedores de omitir mulheres jogáveis nas últimas iterações das franquias de jogos de alto nível Assassin's Creed e Far Cry tornou-se um foco de discussões na mídia de jogos. Isto indicou, de acordo com profissionais da indústria de jogos citados pela Polygon, uma mudança na atenção da indústria para questões de diversidade nos jogos, em conjunto com os videojogos como um todo, crescendo para além do seu antigo público principal de homens mais jovens.
O trailer de anúncio de Battlefield V em 2018 foi recebido com reação de alguns fãs da série, que questionaram a potencial representação de mulheres no jogo. Seu principal ponto de discórdia foi com a mulher britânica apresentada no trailer, citando a presença da personagem como irrealista devido ao fato de as mulheres do lado britânico nunca terem participado do combate na linha de frente durante a Segunda Guerra Mundial e serem em sua maioria relegadas a papéis coadjuvantes.

### Como coadjuvantes
Personagens femininas são frequentemente escaladas para o papel da donzela em perigo, sendo seu resgate o objetivo do jogo. A Princesa Zelda no início da série The Legend of Zelda, a filha do Sultão em Prince of Persia e a Princesa Peach durante grande parte da série Mario são exemplos paradigmáticos. Em 2013, Peach apareceu em 14 dos principais jogos do Super Mario e foi sequestrada em 13 deles. Os únicos jogos principais em que Peach não foi sequestrada foram no lançamento de Super Mario Bros. 2 na América do Norte, Super Mario 3D World e Super Mario Bros. Zelda tornou-se jogável em alguns jogos posteriores da série The Legend of Zelda ou teve o padrão alterado. Shanon Sherman descreveu como as ilustrações nas capas dos videogames retratavam mulheres que precisavam de resgate. Ela escreveu que estas capas reforçam os estereótipos de género existentes e a discriminação sexual contra as mulheres.
Vários jogos apresentam uma personagem feminina como aliada ou companheira do herói masculino. Alguns deles, como Ada Wong de Resident Evil e Mona Sax de Max Payne, foram transformados em personagens de jogadores em instâncias posteriores de sua série. Alyx Vance, protagonista coadjuvante de Half-Life 2, foi elogiada por sua "personalidade pungente" e inteligência, desenvolvendo um vínculo estreito com o jogador sem ser simplesmente "colírio para os olhos".
Jeroen Jannsz e Raynel G. Martis conduziram pesquisas sobre a representação de gênero nos videogames; os 12 jogos examinados incluíam 22 personagens. Dois jogos não tiveram um segundo personagem ou coadjuvante na cutscene de introdução: Splinter Cell focado exclusivamente no protagonista Sam Fisher, e Tomb Raider: Angel of Darkness focado exclusivamente em Lara Croft. A análise mostrou uma predominância de personagens masculinos nos jogos. Treze dos 22 personagens do jogo (cerca de 60%) eram homens. Entre os personagens principais havia uma distribuição igualitária de gênero (seis homens; seis mulheres), mas os personagens coadjuvantes eram sete homens (70%) e três mulheres (30%). Surgiu uma diferença entre os personagens que desempenharam um papel principal no jogo e aqueles que desempenharam um papel coadjuvante. Jannsz e Martis afirmaram que há uma representação de um papel principal em uma posição de comando e a narrativa é sobre eles. Isso é consistente com traços masculinizados, como liderança e independência, que podem ser dados às personagens femininas, juntamente com atributos sexualizados para que sejam "sexy" e atraentes.

### Como antagonistas
Uma das primeiras grandes vilãs femininas nos videogames foi a Dark Queen em Battletoads (1991) e suas sequências. SHODAN, uma inteligência artificial com voz feminina e rosto feminino, foi o principal vilão do jogo System Shock (1994), elogiado como uma das personagens femininas mais reconhecidas nos games. Outra vilã clássica feminina de destaque é Ultimecia, principal antagonista de Final Fantasy VIII (1999). Da mesma forma, GLaDOS de Portal (2007), um computador megalomaníaco com voz feminina, foi elogiado pela crítica como um dos melhores novos personagens dos anos 2000.
Uma das primeiras grandes vilãs femininas nos videogames foi a Dark Queen em Battletoads (1991) e suas sequências. SHODAN, uma inteligência artificial com voz feminina e rosto feminino, foi o principal vilão do jogo System Shock (1994), elogiado como uma das personagens femininas mais reconhecidas nos games. Outra vilã clássica feminina de destaque é Ultimecia, principal antagonista de Final Fantasy VIII (1999). Da mesma forma, GLaDOS de Portal (2007), um computador megalomaníaco com voz feminina, foi elogiado pela crítica como um dos melhores novos personagens dos anos 2000.

## Retrato de homens
Os homens também são frequentemente retratados de forma estereotipada nos jogos. Uma representação recorrente da sexualidade masculina é a fantasia de poder, onde uma aparente sexualização como objeto de desejo e hipermasculinidade é anulada pela agência do personagem como protagonista e avatar do poder do jogador dentro do mundo do jogo.
Os homens nos jogos tendem a ser grandes e musculosos. Por exemplo, os homens nos videogames têm peitos cerca de 5 centímetros (6%) maiores, cabeças cerca de 33 centímetros maiores, cinturas 12 centímetros mais largas e quadris 19 centímetros mais largos do que na realidade. Muitas vezes são caracterizados como abertamente agressivos e violentos. Após os lançamentos de Grand Theft Auto V, os desenvolvedores foram recebidos com críticas tanto em relação à representação de mulheres e tortura, mas também à de homens. Desde então, dois dos personagens principais, Trevor Philips e Michael De Santa, foram interpretados por alguns como retratando os homens como "mentirosos, trapaceiros, maus maridos e pais e psicopatas".
Os homens nos jogos tendem a ser grandes e musculosos. Por exemplo, os homens nos videogames têm peitos cerca de 5 centímetros (6%) maiores, cabeças cerca de 33 centímetros maiores, cinturas 12 centímetros mais largas e quadris 19 centímetros mais largos do que na realidade. Muitas vezes são caracterizados como abertamente agressivos e violentos. Após os lançamentos de Grand Theft Auto V, os desenvolvedores foram recebidos com críticas tanto em relação à representação de mulheres e tortura, mas também à de homens. Desde então, dois dos personagens principais, Trevor Philips e Michael De Santa, foram interpretados por alguns como retratando os homens como "mentirosos, trapaceiros, maus maridos e pais e psicopatas".
A sexualização dos homens nos videogames está ligada ao olhar masculino, que é o ato de retratar as mulheres e o mundo, nas artes visuais e na literatura, a partir de uma perspectiva masculina e heterossexual que apresenta e representa as mulheres como objetos sexuais para o prazer do espectador masculino.
Observou-se que, embora os videogames tendam a sexualizar as mulheres com mais frequência do que os homens, os personagens masculinos também são sexualizados nos jogos. No entanto, a sexualização dos homens não é tão prevalente quanto a das mulheres. Além disso, também foi notado que enquanto a sexualização das personagens femininas é feita como fan service e as trata como objetos, a sexualização dos personagens masculinos é feita como uma fantasia de poder masculino. Comentando sobre este tópico, Keith Stuart do The Guardian argumenta que enquanto as personagens femininas são apresentadas como objetos sexuais, os personagens masculinos são geralmente retratados como algo que os jogadores heterossexuais do sexo masculino podem aspirar. Escrevendo para a revista Paste, Dante Douglas argumentou que a sexualização e a sexualidade masculina nos videogames se enquadram em uma de três categorias: fantasia de poder, desempenho de gênero e interpretação dos fãs, sendo o tipo de fantasia de poder o mais prevalente dos três.

Assim como as personagens femininas dos videogames, os personagens masculinos costumam ter proporções corporais irrealistas, com "corpos perfeitamente esculpidos e músculos ondulantes". Essa representação dos homens e de seus corpos, descrita como a "forma ideal de herói", tem suas raízes nos quadrinhos de super-heróis americanos. Porém, não se trata de uma tentativa de transformá-los em objetos sexuais, mas sim de enfatizar que são “poderosos e fortes”.
Em relação à fantasia de poder, Douglas afirma que esta é a forma mais prevalente de sexualização masculina nos videogames, descrevendo-a como o "Homem Guerreiro Musculoso". Ele ressalta que Kratos da franquia God of War é um exemplo proeminente. A agência de Kratos e outros exemplos de “fantasia de poder” é uma das principais diferenças em relação à sexualização de personagens femininas. As façanhas sexuais do personagem masculino não são feitas para a excitação sexual, mas servem como avatares para os jogadores heterossexuais mostrarem sua força por meio da "conquista [st]". Esses personagens são caracterizados por sua hipermasculinidade.
Personagens masculinos com traços distintamente femininos costumam aparecer em videogames do Leste Asiático, especialmente em videogames japoneses, como o arquétipo Bishōnen. Esses homens se distinguem pela graça e pelo charme.
Chris Redfield, personagem de destaque da franquia Resident Evil desde o primeiro jogo, teve sua aparência alterada radicalmente para Resident Evil 5 (2009), que incluiu aumento de massa muscular. Seu redesenho se destacou por ser sexy, com o personagem descrito como um "bolo". O lançamento do jogo para Microsoft Windows incluía uma roupa alternativa de "Guerreiro" para Chris, que foi descrita como Mad Max e " BDSM fetishi [sm]". Para a versão HD atualizada de Resident Evil: Revelations (2012), lançada em 2013, Chris recebeu uma roupa desbloqueável de "Sailor" que o escritor do jogo Dai Satō descreve como tendo "a camisa [ser] um super ajuste justo" e inclui "calças curtas".  Segundo o artista Satoshi Takamatsu, os desenvolvedores sempre têm "dificuldades com os trajes bônus de Chris", mas decidiram usar o de Sailor porque era muito diferente de seu traje normal do jogo.  A roupa de Sailor de Chris recebeu algumas respostas positivas, com o site sul-africano Game Zone descrevendo-a como "sexy" e que o faz parecer um membro do Village People. O site americano de terror Bloody Disgusting, apesar de considerar a roupa de Sailor Chris um dos trajes "mais bobos" da franquia, também reconhece seu apelo sexual, com IGN ecoando declarações semelhantes.

## Retrato de personagens LGBTQIAPN+
Um tropo comum em videogames é a representação de personagens LGBTQIAPN+ como estereótipos unidimensionais, como gays excessivamente afeminados ou lésbicas masculinas. Este tipo de representação pode ser prejudicial, pois perpetua estereótipos negativos e reforça normas de género nocivas. Além disso, muitos jogos foram criticados por incluir personagens LGBTQ apenas como personagens secundários, em vez de protagonistas totalmente desenvolvidos ou personagens centrais.
Personagens LGBTQIAPN+ (lésbicas, gays, bissexuais, transgênero, queer, intersexo, assexuais, arromânticas, agênero, pansexuais, polissexuais, plurissexuais ou não binárias) foram incluídas em videogames já nas décadas de 1980 e 1990. Embora tenha havido uma tendência para uma maior representação de pessoas LGBT nos videojogos, elas são frequentemente identificadas como LGBT em material secundário, como banda desenhada, e não nos próprios jogos.
Na história dos videogames, o conteúdo LGBT tem sido sujeito a mudanças de regras e regulamentos, que geralmente são exemplos de heterossexismo, na medida em que a heterossexualidade é normalizada, enquanto a homossexualidade está sujeita a censura ou ridículo adicional. As empresas Nintendo of America, Sega of America e Maxis policiaram o conteúdo dos jogos com códigos de conteúdo nos quais os temas LGBT eram atenuados ou apagados. Alguns videogames japoneses, por exemplo, originalmente incluíam personagens trans, como Birdo de Super Mario Bros. 2, Poison da série Final Fight e Flea de Chrono Trigger. Devido à adesão aos padrões de qualidade e traduções da Nintendo of America baseadas na preservação da jogabilidade em vez do significado literal, as identidades desses personagens foram alteradas ou apagadas na tradução.
Uma pesquisa de 2024 realizada pela organização de defesa LGBTQ GLAAD descobriu que apenas cerca de 2% dos jogos disponíveis nas principais lojas de jogos digitais foram rotulados como contendo conteúdo LGBTQ. Em comparação, 29% dos personagens de filmes (2023) ou 11% dos personagens de TV do horário nobre (2022) eram LGBTQ. A mesma pesquisa descobriu que 17% dos 1.452 jogadores norte-americanos entrevistados foram identificados como LGBTQ, significativamente mais do que os 10% relatados em um estudo de 2020 ou estimativas para a população geral dos EUA.
A indústria de videogames é considerada como tendo preconceito heteronormativo por vários analistas. De acordo com profissionais da indústria entrevistados por Adrienne Shaw, as razões para esta heteronormatividade incluem a demografia de quem joga, as opiniões de quem cria jogos, o risco de reação negativa na indústria e as limitações narrativas do meio.
Nos jogos com personagens LGBT ou na opção de avatar LGBT, alguns aspectos da marginalização que ocorrem na cultura contemporânea são retratados independentemente da aderência geral do jogo à realidade. Estas restrições sociais reais são impostas a um mundo virtual devido à forma como os jogos são construídos e à comunidade que os habita. Os jogos são feitos na base heteronormativa da cultura contemporânea, e isso molda a narrativa e os personagens. No popular MMO World of Warcraft, por exemplo, isso “criou uma atmosfera opressiva para indivíduos que não aderem a um estilo de vida heteronormativo”, de acordo com uma avaliação de 2013 da comunidade do jogo.
Os jogadores LGBT usam leituras queer da mídia para compensar sua falta de representação nela. Conforme concluído em um estudo de Moravec et al., esse "jogo imaginativo" é o método mais comum que os jogadores LGBT usam para se relacionar com avatares no jogo que são normalmente criados para um jogador supostamente heterossexual do sexo masculino se relacionar.
Os jogadores LGBT usam leituras queer da mídia para compensar sua falta de representação nela. Conforme concluído em um estudo de Moravec et al., esse "jogo imaginativo" é o método mais comum que os jogadores LGBT usam para se relacionar com avatares no jogo que são normalmente criados para um jogador supostamente heterossexual do sexo masculino se relacionar.
Conteúdo LGBT baseado na escolha, como romance opcional entre pessoas do mesmo sexo nos jogos da BioWare, é uma forma de representação de baixo risco que ocorre apenas em videogames. Quando a representação é incluída, muitas vezes é através dessas escolhas no jogo, que colocam a responsabilidade pela representação nos jogadores e não nos desenvolvedores. Por oferecerem a maior oportunidade de escolha do jogador e de romance no jogo, gêneros como RPGs e MMOs são os mais representativos LGBT. Outro método de baixo risco de representação LGBT em jogos é o "jogo de janela gay", que é uma representação LGBT sutil ou evitável, servindo para atrair jogadores LGBT sem alienar jogadores heterossexuais ou homofóbicos. Isso pode ocorrer em jogos sandbox como The Sims.
Tanto os membros da indústria quanto os jogadores LGBT preferem que a representação LGBT seja normalizada nas narrativas dos jogos, em vez de parecer anormal ou especial.
Tanto os membros da indústria quanto os jogadores LGBT preferem que a representação LGBT seja normalizada nas narrativas dos jogos, em vez de parecer anormal ou especial.
A orientação sexual e a identidade de género têm desempenhado um papel significativo em alguns videojogos, com a tendência para uma maior visibilidade das identidades LGBT. Falando no blog da Ubisoft, Lucien Soulban, que é abertamente gay e foi o escritor de Far Cry 3: Blood Dragon, disse que personagens abertamente gays ou lésbicas não apareceriam em videogames por um longo tempo como algo que não fosse algo único. ou algo que foi criado por escolha do usuário, como visto nos jogos Mass Effect e Dragon Age. O personagem Dorian Pavus em Dragon Age: Inquisition foi considerado um desenvolvimento significativo para a representação de personagens gays em jogos, na medida em que sua homossexualidade informa elementos da trama que ocorrem independentemente de o jogador decidir interagir romanticamente com ele.
Alguns jogos enfrentaram reações adversas por retratar personagens LGBTQ+, como a polêmica em torno da personagem Hainly Abrams em Mass Effect: Andromeda, que foi criticada por sua representação estereotipada e por ser dublada por um ator cisgênero. O jogo Cyberpunk 2077 também enfrentou críticas por retratar personagens transgêneros, com alguns argumentando que a representação do jogo era insensível e perpetuava estereótipos prejudiciais.

## Críticas

### Elon Musk
O empresário Elon Musk é um dos críticos da representatividade em jogos eletrônicos, associando-a ao que ele chama de "cultura woke" — termo frequentemente usado de forma pejorativa para se referir a iniciativas de diversidade, equidade e inclusão (DEI). Em postagens na plataforma X (antigo Twitter), Musk disse que jogos contemporâneos
estariam sacrificando qualidade narrativa e jogabilidade em prol de uma agenda identitária forçada. Ao mesmo tempo, Musk admitiu fazer uso de trapaças e ferramentas de inteligência artificial em jogos como Diablo IV e Path of Exile 2, alegando que "não tem tempo para jogar direito" e que as trapaças são parte de uma suposta "guerra cultural" contra a indústria dos jogos eletrônicos.
A postura de Musk foi considerada contraditória por empresas do ramo, como a Ubisoft, e pessoas associadas à indústria de jogos eletrônicos, incluindo as pessoas que jogam, como sua própria filha Vivian Wilson, uma vez que o uso de trapaças compromete a integridade e a experiência dos jogos eletrõnicos, justamente os aspectos que Musk alega estarem sendo afetados negativamente pela maior representatividade nessa indústria.